# Grand palais des festivals de Salzbourg
Le grand palais des festivals de Salzbourg (Großes Festspielhaus Salzburg) est une salle d'opéra située à Salzbourg (Autriche) et inaugurée en 1960. Elle accueille chaque année le festival de Salzbourg et le festival de Pâques de Salzbourg.
Il est l'œuvre de l'architecte Clemens Holzmeister, qui a également conçu les deux autres principales salles utilisées par le festival, le petit palais des festivals (1925) et le manège des rochers aménagé (1926), ce qui donne à l'ensemble une certaine parenté. La construction dura de 1956 à 1960 et coûta 210 millions de shillings. Le palais est installé dans les écuries conçue au XVIIe siècle par Johann Bernhard Fischer von Erlach, dont la façade est conservée. Le manque d'espace à l'arrière rendit nécessaire un creusement du Mönchsberg, dans lequel le bâtiment s'enfonce ; 55 000 m3 de pierre durent en être retirés.
La scène est l'une des plus grandes du monde, avec cent mètres de largeur (incluant les coulisses), vingt-deux de profondeur et trente de hauteur. Le cadre de scène est haut de neuf mètres et large de dix-huit à trente-deux selon la disposition. La salle, constituée d'un amphithéâtre et d'un balcon, est large et longue d'environ trente-cinq mètres et peut accueillir deux mille cent soixante-dix-neuf spectateurs.
L'inauguration eut lieu le 26 juillet 1960 par une célèbre production du Chevalier à la rose de Strauss dirigée par Herbert von Karajan.
La salle sert pour des représentations d'opéra ou des concerts symphoniques ; dans ce dernier cas, la fosse est fermée et la scène réduite par une paroi décorée par Richard Peduzzi.